# Ludovic Berthier
Ludovic Berthier, né le 4 novembre 1973 est un physicien français, directeur de recherche de classe exceptionnelle au CNRS au sein du Laboratoire Gulliver à l'ESPCI Paris - PSL. Il est spécialiste de la physique statistique, la matière molle et des systèmes désordonnés et hors d'équilibre. Il est l'auteur de plus de 230 publications scientifiques. Il a également publié des articles destinés au grand public dans la Recherche et Pour la Science.

## Biographie
Ludovic Berthier est élève de l'École normale supérieure de Lyon de 1993 à 1998. Il obtient une thèse en physique théorique en 2001 sous la direction de Jean-Louis Barrat et Jorge Kurchan intitulée Dynamique forcée des systèmes vitreux : des verres de spin aux fluides complexes. Ce travail est récompensé du Prix Saint Gobain Jeunes Chercheurs de la Société Française de Physique en 2001.
Il effectue un séjour postdoctoral a l'Université d'Oxford au Royaume-Uni où il obtient une bourse individuelle Marie Skłodowska-Curie (2002-2004) ainsi qu'une Junior Research Fellowship au Worcester College. En 2002, il est recruté au CNRS en tant que chargé de recherche au Laboratoire Charles Coulomb à l'Université de Montpellier. Il obtient la médaille de bronze du CNRS en 2007. En 2007, il est Visiting Scientist au James Franck Institute à l'Université de Chicago aux États-Unis. Il devient directeur de recherche au CNRS en 2009. En 2012, il est lauréat d'une bourse Starting Grant de l'ERC. De 2016 à 2023, il participe à la collaboration scientifique internationale Cracking the glass problem financée par la Fondation Simons. De 2019 à 2023, il est Fellow au Churchill College à l'Université de Cambridge au Royaume-Uni, ainsi que Visiting Professor au Département de chimie.  
En 2023, il devient directeur de recherche de classe exceptionnelle au CNRS et rejoint le Laboratoire Gulliver à l'ESPCI Paris - PSL.

## Distinctions
- Grand prix scientifique de la Fondation Simone et Cino Del Duca - Institut de France (2025)[12]
- Prix Holweck, Institute of Physics et Société Française de Physique (2024)[13]
- Grand Prix Fondation Michelin – Académie des sciences (2023)[14]
- Médaille d'argent du CNRS (2023)[15]
- Overseas Fellow, Churchill College, Université de Cambridge (2019-2023)
- ERC Starting Grant (2012)
- Chercheur d'avenir, Region Languedoc-Roussillon (2009)
- Médaille de bronze du CNRS (2007)[15]
- Junior Research Fellow, Worcester College, Université d'Oxford, (2002-2004)
- Marie Skłodowska-Curie Postdoctoral Fellow (2002-2004)
- Prix Saint-Gobain Jeunes Chercheurs de la Société Française de Physique (2001)[5]